# Megachile albolineata
Megachile albolineata är en biart som beskrevs av Cameron 1897. Megachile albolineata ingår i släktet tapetserarbin, och familjen buksamlarbin. Inga underarter finns listade i Catalogue of Life.